# Torneio de Roland Garros de 1983
O Torneio de Roland Garros de 1983 foi um torneio de tênis disputado nas quadras de saibro do Stade Roland Garros, em Paris, na França, entre 23 de maio e 5 de junho. Corresponde à 16ª edição da era aberta e à 82ª de todos os tempos.

## Finais

### Profissional
| Categoria | Evento    | Campeã(s)(o/ões)                | Vice-campeã(s)(o/ões)           | Resultado      | Chave(s)  | Chave(s)       |
| --------- | --------- | ------------------------------- | ------------------------------- | -------------- | --------- | -------------- |
| Simples   | Masculino | Yannick Noah                    | Mats Wilander                   | 6–2, 7–5, 7–6  | principal | qualificatório |
| Simples   | Feminino  | Chris Evert                     | Mima Jaušovec                   | 6–1, 6–2       | principal | qualificatório |
| Duplas    | Masculino | Anders Järryd Hans Simonsson    | Mark Edmondson Sherwood Stewart | 7–64, 6–4, 6–2 | principal | principal      |
| Duplas    | Feminino  | Rosalyn Fairbank Candy Reynolds | Kathy Jordan Anne Smith         | 5–7, 7–5, 6–2  | principal | principal      |
| Duplas    | Misto     | Barbara Jordan Eliot Teltscher  | Leslie Allen Charles Strode     | 6–2, 6–3       | principal | principal      |

### Juvenil
| Categoria | Evento    | Campeã(s)(o/ões)              | Vice-campeã(s)(o/ões) | Resultado     | Chave(s)  | Chave(s)       |
| --------- | --------- | ----------------------------- | --------------------- | ------------- | --------- | -------------- |
| Simples   | Masculino | Stefan Edberg                 | Franck Fevrier        | 2–6, 6–2, 6–1 | principal | qualificatório |
| Simples   | Feminino  | Pascale Paradis               | Debbie Spence         | 7–6, 6–3      | principal | qualificatório |
| Duplas    | Masculino | Mark Kratzmann Simon Youl     |                       |               | principal | principal      |
| Duplas    | Feminino  | Carin Anderholm Helena Olsson |                       |               | principal | principal      |